# Daniel Chaín
Daniel Chaín (Buenos Aires, 13 de febrero de 1952) es un arquitecto y político argentino. Fue secretario de Obras Públicas del Ministerio de Interior, Obras Públicas y Vivienda de la Nación entre diciembre de 2015 y enero de 2017, durante la presidencia de Mauricio Macri. Anteriormente ocupó el cargo de ministro de Desarrollo Urbano del Gobierno de la Ciudad de Buenos Aires, desde 2007 y hasta 2015, también designado por Mauricio Macri.

## Biografía

### Comienzos
De ascendencia libanesa, se graduó de arquitecto en la Universidad de Buenos Aires. Completó sus estudios de posgrado en Economía Urbana de la Universidad Torcuato Di Tella. según el requerimiento fiscal "se habría montado una ingeniería de lavado de activos previamente sustraídos de manera fraudulenta del Gobierno de la Ciudad, que se formalizaba a partir de la materialización de donaciones en favor de la Fundación Pensar.  Es integrante de la Fundación Pensar, espacio orientado a la formulación y desarrollo de políticas públicas.
Desde principios de la década de 1980 trabajo en distintas empresas de la Sociedad Macri (SOCMA), situación que lo acercó a Mauricio Macri.

### Ministro de Desarrollo Urbano
Durante su gestión se proyectaron obras integrales para las cuencas que descargan en el Río de la Plata. Un informe emitido en agosto de 2012 por la Auditoría porteña indicaba que las obras para aliviar inundaciones en los barrios de Belgrano, Villa del Parque, Villa Ortúzar, Agronomía y Parque Chas estaban paralizadas desde hacía tres años. La Auditoría porteña había denunciado subjecución en las partidas de la red pluvial.

En 2012 se aprobó en la Legislatura porteña un presupuesto de 11 millones de pesos para mejorar la red de desagües pluviales a fin de evitar los episodios de inundación y anegamiento. Algunos legisladores porteños denunciaron que se subejecutó el presupuesto y que sólo se aplicaron 3 millones del total y los restantes 8 millones se habrían derivado a otras áreas.
Dos años antes de las inundaciones en la Ciudad que dejaron varios muertos, el dirigente peronista Milcíades Peña y el de la Coalición Cívica Facundo Di Filippo habían denunciado penalmente al jefe de Gobierno porteño, Mauricio Macri, por coimas y asociación ilícita, a raíz del encarecimiento y del riesgo ambiental en las obras del canal aliviador del arroyo Maldonado que llevaba adelante una constructora italiana asociada a la de Angelo Calcaterra, primo hermano de Macri. En la denuncia se incluyó a Daniel Chaín, entonces ministro de Desarrollo Urbano y al apoderado del Grupo Macri, Leonardo Maffiati. 

En agosto de 2013, Chaín y otros funcionarios fueron denunciados penalmente por "estrago culposo seguido de muerte e incumplimiento de los deberes de funcionario público", a raíz de las muertes producidas como consecuencia de la inundación.
En septiembre de 2013 Chaín fue señalado como el responsable de impartir las órdenes que derivarían en la represión contra pacientes y médicos del nosocomio Borda. Junto a Horacio Giménez, jefe de la Policía metropolitana, fueron imputados por abuso de autoridad, requerimiento ilegal de la fuerza pública y desobediencia a una orden judicial.

#### Teatro Colón y Teatro San Martín
Llevó adelante la restauración y puesta en valor del Teatro Colón, que reabrió para el bicentenario de Argentina. Más de 1.200 operarios y expertos trabajaron allí. La remodelación del teatro costó 300 millones de pesos argentinos, cifra que duplica lo que implicaría construir un teatro nuevo. Las obras fueron cuestionadas por atrasos y sobreprecios en su realización. Las empresas involucradas fueron cuestionadas por ser cercanas a la administración macrista. En el proyecto se gastó 200 millones más que el plan original, duplicando el costo de la construcción desde cero de un teatro de similares características. No obstante su elevadísimo costo, las obras fueron severamente cuestionadas por especialistas en restauración, que denuncian pliegos pésimos y falta de idoneidad de las empresas contratadas, todas cercanas al grupo Macri.
Paralelamente entre agosto de 2013 y junio de 2014, le otorgaron a Nicolás Caputo una serie de concesiones por obras millonarias desde su ministerio. En abril de 2014, se conoció el informe de la Auditoría de la Ciudad en el Teatro General San Martín en el período 2013. Entre otras irregularidades, los auditores encontraron anomalías en el manejo y control de los fondos públicos, debilidades en el manejo de la información operativa, y en la comunicación entre las áreas de la administración.

### Secretario de Obras Públicas
Fue designado por el presidente Mauricio Macri como Secretario de Obras Públicas de la Nación. La secretaría de Obras Públicas en la gestión anterior se encontró dentro del Ministerio de Planificación Federal, Inversión Pública y Servicios, el cual fue disuelto por Macri y muchas de sus secretarías pasaron a ser ministerios. En la gestión de Macri, pasó a la órbita del Ministerio del Interior.
El 18 de enero de 2017, Daniel Chaín renunció a su cargo.

## Denuncias
En 2010 Chaín fue denunciado por tráfico de influencias, por integrar una sociedad dedicada a los emprendimientos inmobiliarios que se benefició con la compra de terrenos en una zona de la Ciudad sobre la que luego se decidió la prolongación de la línea B del subte.
Por las irregularidades y deterioro en el Teatro Colón fue denunciado por los delitos de violación de los deberes de funcionario público y daño agravado en concurso ideal, por distintos daños a la estructura edilicia y al patrimonio mueble del Teatro Colón, muchos de ellos denunciados por sus trabajadores y que ya han tenido reconocimiento judicial. A partir del año 2008, se produjeron distintos daños a la estructura edilicia y al patrimonio mueble del Teatro Colón, como consecuencia de haber sido retirados del interior del Teatro, como consecuencia de su traslado y depósito en forma totalmente desordenada e inapropiada. Los bienes muebles partieron a distintos destinos en más de cien contenedores sin inventario de salida de su edificio, ni de entrada cuando llegaron a sus destinos. Tampoco existió control alguno por parte de personal especializado en el traslado, conservación y acondicionamiento final de los bienes.
En 2013 vecinos de Saavedra, patrocinados por el abogado Adrián Albor, denunciaron a Chaín y otros funcionarios, debido a que no cumplieron con la ejecución del Plan Hidráulico de la Ciudad, en lo que se refiere a los arroyos Vega y Medrano; solo se ejecutó el 5% del presupuesto 2012 y no se realizaron otras acciones previstas para reducir los eventuales daños frente a eventos similares.
En 2014 fue denunciado penalmente junto al jefe de Gobierno porteño, Mauricio Macri, por presuntas coimas y asociación ilícita. A raíz del encarecimiento y del riesgo ambiental en las obras del canal aliviador del arroyo Maldonado que lleva adelante una constructora italiana de Angelo Calcaterra, primo hermano de Macri. Junto a Daniel Chain, fueron denunciados el apoderado del Grupo Macri, Leonardo Maffioli, y de otros trece funcionarios macristas del Gobierno de la Ciudad. Una comisión de familiares de pacientes del Hospital Neuropsiquiátrico José Tiburcio Borda lo denunció ante la justicia por el deterioro de sus instalaciones. Los denunciantes acusaron la falta de conservación y protección del edificio, en especial el pabellón de investigaciones en psicofísica y neurobiología, sus dependencias, declarados monumento Histórico Nacional en 1999. También denunciando junto al procurador general de la Ciudad, Julio Conte Grand, por haber violado el proceso instruido por la Sala II.